# All the Things She Said
Az All the Things She Said (magyarul:Minden amit ő mondott) a Ja szosla sz uma angol nyelvű verziója, ami az angol debütáló albumon a 200 km/h in the Wrong Lane-en jelent meg. A dal eladások és közvetítés alapján sikeres volt. A nagyobb európai országokban hetekig vezette a slágerlistákat. A dal sok országban arany- és platinalemez lett.
A dal 2002. Augusztus 18-án jelent meg.

## Dal listák

### Európa
Maxi-CD dalok – 2002. október 10.
1. "All the Things She Said" (Rádió verzió)
2. "Stars"
3. "All the Things She Said" (Extension 119 Club Vocal Mix)
4. "Ya Soshla S Uma" (Az "All the Things She Said" orosz verziója)

Kazettán
1. "All the Things She Said" (Rádió verzió)
2. "Stars"

### Japán
CD – 2003. március 5.
1. "All the Things She Said" (Rádió verzió)
2. "All the Things She Said" (Extension 119 Club Vocal)
3. "All the Things She Said" (Mark!s Intellectual Vocal)
4. "All the Things She Said" (Blackpulke Mix)
5. "All the Things She Said" (Hengszer verzió)

### UK
CD – 2003. január 27.
1. "All the Things She Said" (Rádió verzió) 3:29
2. "All the Things She Said" (Extension 119 Club Edit)
3. "Stars" (Album verzió)

- "All the Things She Said" (Videó)

Kazettán
1. All The Things She Said (Rádió verzió)
2. Stars

### Oroszország
CD – 2002. szeptember 29.
1. "All The Things She Said" (Rádió verzió) 3:29
2. "Ya Soshla S Uma"
3. "All The Things She Said" (HarDrum Remix)
4. "All The Things She Said" (Videó)

### U.S.
CD – 2002. szeptember 10.
1. "All the Things She Said" (Rádió verzió) 3:29
2. "All the Things She Said" (Extension 119 Club Edit) 5:16

- "All the Things She Said" (Videó) 3:29
- Képek

## Európában és a világon elért sikerek
A t.A.T.u. első angol nyelvű száma 2002 októberében debütált Svédországban és Finnországban, ahol a második helyet érték el. Azután 2002 novemberében kiadták Svájcban, ahol a dal két hétig az első helyen állt. 2002 végéig a számot kiadták még Franciaországban, Dániában, és az USA-ban. A dal három héten keresztül a második számú helyen volt Franciaországban, első Dániában, az USA-ban pedig a 20. helyezett.
2003-ban, a t.A.T.u. kiadta az “All the Things She Said”-et Ausztriában, Új-Zélandon és Angliában, mindhárom országban az első helyen álltak a toplistán. 2003. január 27-én már 90,000-nél több lemezt adtak el. 2003-ban kiadták még Ausztráliában, ahol 70,000 lemezt adtak el, ekkor már összesen több mint 200,000 lemezt adtak el.

## Videóklip
A videóban Lena és Julia katolikus iskolai egyenruhában énekelnek az esőben, és közben csókolóznak egy kerítés mögött, ahol a tömeg megvetően lenézik őket azért, mert leszbikusok. A videó azzal fejeződik be, hogy eláll az eső, miközben felfedik azt, hogy valójában a "tömeg" a kívülálló és nem ők.

## Viták
A videó vitát és nemtetszést okozott minden olyan országban, ahol azt lejátszották, a csókjelenet miatt.

## Helyezések
| Ország           | Minősítés (Ha van) | Eladások |
| ---------------- | ------------------ | -------- |
| Ausztrália       | Platina            |          |
| Ausztria         | Arany              |          |
| Dánia            | Arany              |          |
| Franciaország    | Arany              | 288,000  |
| Németország      | Arany              |          |
| Új-Zéland        | Arany              |          |
| Norvégia         | 2x Platina         |          |
| Svédország       | Platina            |          |
| Svájc            | Platina            |          |
| UK Singles Chart | Ezüst              |          |

## Értékelések
| Ország                         | Helyezés |
| ------------------------------ | -------- |
| ARC Weekly Top 40              | 4        |
| Ausztráliai Singles Chart      | 1        |
| Ausztriai Singles Chart        | 1        |
| Belgium Top 20 <               | 2        |
| Kanadai Singles Chart          | 3        |
| Dán Singles Chart              | 1        |
| Európai singles Year-End Chart | 3        |
| Európai singles Chart          | 1        |
| Finn Singles Chart             | 3        |
| Francia Singles Chart          | 2        |
| Német Singles Chart            | 1        |
| Görög Top 20                   | 3        |
| Ír Singles Chart               | 1        |
| Olasz Singles Chart            | 1        |
| Internet Sales                 | 2        |
| Indonézia Single Top 50        | 2        |
| Japán Singles Chart            | 1        |

| Ország                             | Helyezés |
| ---------------------------------- | -------- |
| México Top 100                     | 1        |
| New Zealand RIANZ Singles Chart    | 1        |
| Norvég Singles Chart               | 2        |
| MuchMusic Top 20                   | 13       |
| PLengyel Airplay Chart             | 1        |
| Portugál TOP 30 Maxi Singles       | 4        |
| Románian Top 100                   | 1        |
| Spanyol Singles Chart              | 1        |
| Svéd Singles Chart                 | 2        |
| Svájc Singles Chart                | 1        |
| Tajvan Singles Chart               | 1        |
| Tokio Hot 100                      | 1        |
| Tokio Hot 100 Yeard End            | 2        |
| UK Singles Chart                   | 1        |
| U.S. Billboard Hot 100             | 20       |
| U.S. Billboard Pop 100             | 18       |
| U.S. Billboard Rhythmic Top 40     | 26       |
| U.S. Billboard Hot Dance Club Play | 5        |
| U.S. Billboard Top 40 Mainstream   | 8        |

## Külső hivatkozások
- All the Things She Said -Myspace videó